# Vyšná Rybnica
Vyšná Rybnica (bis 1927 auch slowakisch Vyšné Rybnice; ungarisch Felsőhalas, 1939–1945 Felsőribnice – bis 1907 Felsőribnyice) ist eine Gemeinde im äußersten Osten der Slowakei mit 396 Einwohnern (Stand 31. Dezember 2024), die zum Okres Sobrance, einem Kreis des Košický kraj, gehört.

## Geographie

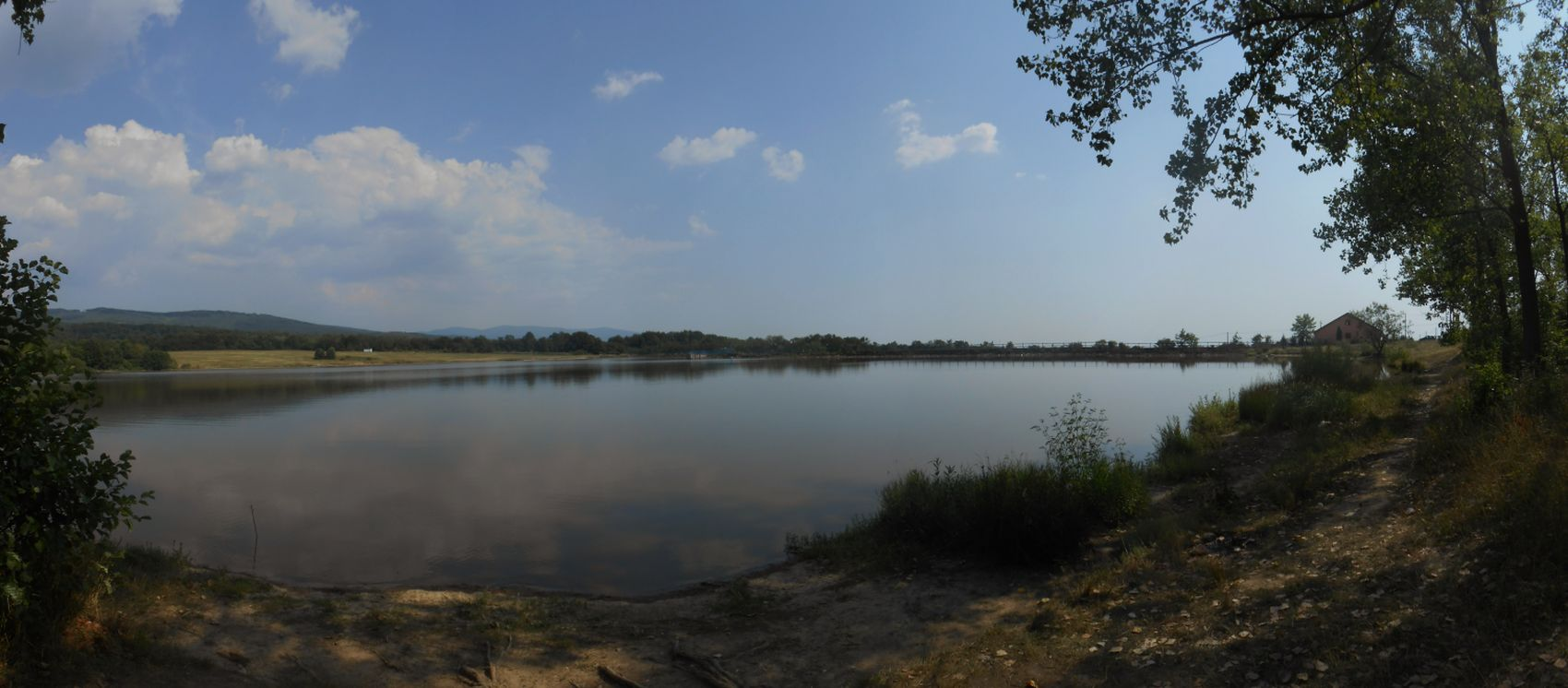
Teich bei Vyšná Rybnica

Die Gemeinde befindet sich im Hügelland Podvihorlatská pahorkatina unterhalb des Vihorlatgebirges, im Ostslowakischen Hügelland im nordöstlichen Teil des Ostslowakischen Tieflands, am kleinen Fluss Okna im Einzugsgebiet des Uh über den Nebenfluss Čierna voda. Die Okna speist einen Teich nördlich des Orts, das Gemeindegebiet umfasst ein stark bewaldetes Tal linksseitig der Okna im Vihorlatgebirge bis zum Hauptkamm und hat einen Anteil am See Morské oko (wörtlich Meerauge). Das Ortszentrum liegt auf einer Höhe von 224 m n.m. und ist 10,5 Kilometer von Sobrance entfernt.
Nachbargemeinden sind Stakčín und Kolonica im Norden, Ladomirov, Strihovce, Hrabová Roztoka und Ruská Bystrá im Nordosten, Hlivištia im Osten und Süden, Jasenov im Süden und Vyšné Remety im Südwesten, Westen und Nordwesten.

## Geschichte

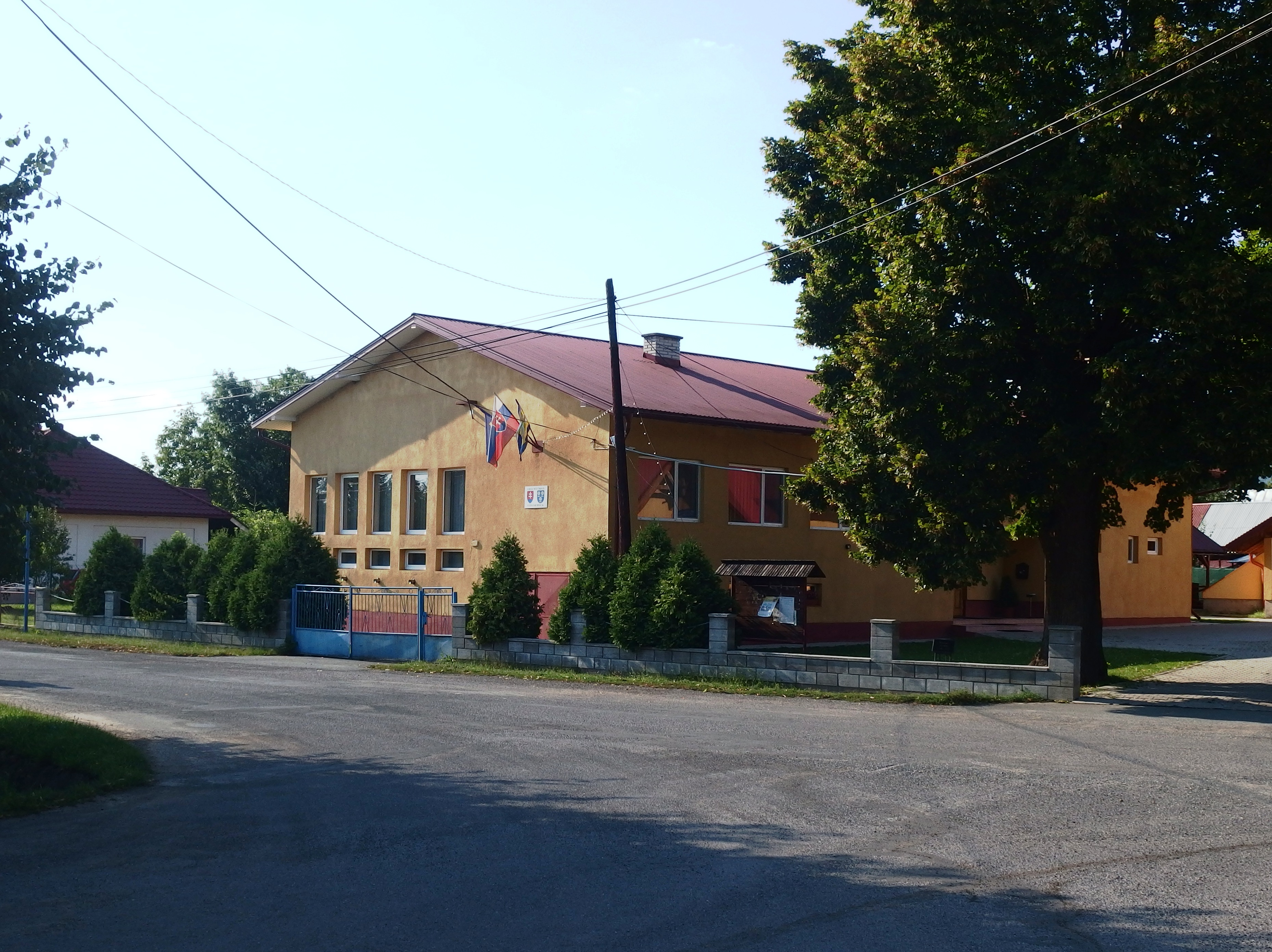
Sitz der Gemeindeverwaltung

Vyšná Rybnica wurde in der zweiten Hälfte des 14. Jahrhunderts gegründet und zum ersten Mal 1419 als Rybnychke schriftlich erwähnt, weitere historische Bezeichnungen sind unter anderen Kysrebnicze (1449), Kysrybnyche (1520) und Horní Rybnice (1808). Das Dorf war Teil der Herrschaft von Großmichel und Jasenov, bis zum 19. Jahrhundert besaßen Familie wie Szatmáry und Sztáray die Ortsgüter.
1427 wurden 11 Porta verzeichnet. 1715 gab es drei Mühlen, 1828 zählte man 50 Häuser und 429 Einwohner, die als Holzverarbeiter, Viehzüchter und Waldarbeiter tätig waren.
Bis 1918/1919 gehörte der im Komitat Ung liegende Ort zum Königreich Ungarn und kam danach zur Tschechoslowakei beziehungsweise heute Slowakei. Auch in der Zeit der ersten tschechoslowakischen Republik verblieben die Einwohner bei traditionellen Einnahmequellen. Als Folge des Slowakisch-Ungarischen Kriegs war der Ort von 1939 bis 1944 noch einmal Teil Ungarns. Nach dem Zweiten Weltkrieg wurde 1958 die örtliche Einheitliche landwirtschaftliche Genossenschaft (Abk. JRD) gegründet, dazu war je eine Drechslerei und Säge im Betrieb, ein Teil der Einwohner pendelte zur Arbeit in Industriebetriebe in Sobrance und Humenné.

## Bevölkerung
| Jahr                | 1994 | 2004    | 2014    | 2024  |
| ------------------- | ---- | ------- | ------- | ----- |
| Anzahl der Personen | 382  | 379     | 360     | 396   |
| Unterschied         |      | −0,78 % | −5,01 % | +10 % |

| Jahr                | 2023 | 2024    |
| ------------------- | ---- | ------- |
| Anzahl der Personen | 399  | 396     |
| Unterschied         |      | −0,75 % |

Nach der Volkszählung 2011 wohnten in Vyšná Rybnica 375 Einwohner, davon 340 Slowaken und zwei Ukrainer. Ein Einwohner gab eine andere Ethnie an und 32 Einwohner machten keine Angabe zur Ethnie.
157 Einwohner bekannten sich zur römisch-katholischen Kirche, 140 Einwohner zur griechisch-katholischen Kirche, vier Einwohner zur orthodoxen Kirche sowie jeweils ein Einwohner zur Evangelischen Kirche A. B. und zur reformierten Kirche. Drei Einwohner bekannten sich zu einer anderen Konfession, 11 Einwohner waren konfessionslos und bei 58 Einwohnern wurde die Konfession nicht ermittelt.

## Bauwerke
- griechisch-katholische Kirche Geburt der allheiligen Gottesgebärerin im spätklassizistischen Stil aus den Jahren 1856–1857, 1921 und 1945 erneuert[6]

## Verkehr
Nach Vyšná Rybnica führt nur die Cesta III. triedy 3794 („Straße 3. Ordnung“) von einer Kreuzung mit der Cesta III. triedy 3792 zwischen Vyšné Remety und Vyšná Rybnica heraus, mit dem Anschluss an die Cesta II. triedy 582 („Straße 2. Ordnung“, Michalovce–Sobrance über Jovsa) südlich des Ortes.